# Woreda

Subdivisões da Etiópia. As linhas escuras indicam regiões, as linhas mais claras zonas, e as brancas woredas.

Woreda ou wereda (em amárico: ወረዳ) é uma divisão administrativa da Etiópia, com significado semelhante a distrito. A maioria das 529 woredas são agrupadas em zonas, mas existem 5 woredas "especiais" que não pertencem a nenhuma zona e são entidades independentes. Cada woreda é dividida em associações barriais denominadas kebeles.